# Јоан Диниз
Јоан Диниз (фр. Yohann Diniz; рођен 1. јануара 1978.) је француски атлетичар, светски рекордер у ходању на 50 км на друму, са временом 3:32:33 (3 сата, 32 минута, 33 секунди), и у трци брзог ходања на 50.000 метара на атлетској стази, са временом 3:35:27.

## Каријера
Јоан је освојио златну медаљу у трци брзих ходача на 50 км на Европском првенству 2006. са личним рекордом од 3:41:39. Затим је поновио исти успех на Европском првенству 2010. поправивши личи рекорд на 3:40:37.
2007. године Диниз је победио у ходању на 20 километара на Европском купу у брзом ходању у Ројал Леамингтон Спа са француским рекордом од 1:18,58. Исте године је освојио сребрну медаљу у ходању на 50 км на Светском првенству.
На Летњим олимпијским играма 2008. у Пекингу, по изузетно влажном дану, Диниз је после око 30 км од старта, због болова у стомаку и бутини, био приморан да се повуче у трци ходача на 50 км.
Диниз је поставио светски рекорд у времену 3:35:27 на 50.000 метара на атлетској стази у марту 2011., поправивши претходни светски рекорд Тјерија Тутена из 2000. године за више од пет минута.
На Светском првенству 2011. у Даегуу, Диниз је дисквалификован из трке на 50 км због три прекршаја (три црвена картона).
Диниз је побољшао свој лични рекорд у ходању на 20 км на Меморијалу Марио Албисети у марту 2012. године, заузевши друго место резултатом 1:17:43 иза Алекса Швацера.
На Летњим олимпијским играма у Лондону 2012, Диниз је дисквалификован одмах по доласку на циљ трке на 50 км, због узимање флаше воде на 38. километру, ван зоне предвиђене за освежавање водом.
На Европском првенству у атлетици 2014. Диниз је поставио нови светски рекорд у ходању на 50 км на друму са временом 3:32:33, што је 1 минут и 41 секунду брже од претходног рекорда.
На Првенству Француске у брзом ходању, у Арлу 8. марта 2015., Диниз је поставио светски рекорд у ходању на 20 км на друму са временом 1:17:02. Динизов рекорд је трајао само недељу дана. Надмашио га је Јапанац Јусуке Сузуки.
На Летњим олимпијским играма 2016. Диниз је водио трку, али се због гастроинтестиналних проблема ошамутио више пута усред трке. Ипак, успео је да се опорави и заврши на 8. месту, шест минута иза победника.
2017. је коначно освојио титулу светског првака. На Светском првенству у Лондону проходао је друго најбоље време на 50 км: 3 сата 33 минута и 11 секунди, завршивши 8 минута испред два јапанска такмичара који су освојили сребрну и бронзану медаљу.

## Наступ на великим првенствима
| Година                     | Такмичење                   | Место                                     | Позиција                   | Дисциплина                 | Резултат                   | Белешка                    |
| Представљајући Француску}} | Представљајући Француску}}  | Представљајући Француску}}                | Представљајући Француску}} | Представљајући Француску}} | Представљајући Француску}} | Представљајући Француску}} |
| -------------------------- | --------------------------- | ----------------------------------------- | -------------------------- | -------------------------- | -------------------------- | -------------------------- |
| 2003                       | Европски куп у брзом ходању | Чебоксари, Русија                         | 40.                        | 20 км                      | 1:31:45                    |                            |
| 2004                       | Светски куп у брзом ходању  | Наумбург, Немачка                         | 40.                        | 20 км                      | 1:24:28                    |                            |
| 2005                       | Европски куп у брзом ходању | Мишколц, Мађарска                         | 4.                         | 50 км                      | 3:45:17                    |                            |
| 2005                       | Медитеранске игре           | Алмерија, Шпанија                         | –                          | 20 км                      | Дисквалификован            |                            |
| 2005                       | Светско првенство           | Хелсинки, Финска                          | –                          | 50 км                      | Дисквалификован            |                            |
| 2006                       | Европско првенство          | Гетеборг, Шведска                         | 1.                         | 50 км                      | 3:41:39                    |                            |
| 2007                       | Европски куп у брзом ходању | Ројал Лемингтон Спа, Уједињено Краљевство | 1.                         | 20 км                      | 1:18.58                    |                            |
| 2007                       | Светско првенство           | Осака, Јапан                              | 2.                         | 50 км                      | 3:44:22                    |                            |
| 2008                       | Olympic Games               | Пекинг, Кина                              | –                          | 50 км                      | Одустао                    |                            |
| 2009                       | Европски куп у брзом ходању | Мец, Француска                            | 8.                         | 20 км                      | 1:26:59                    |                            |
| 2009                       | Светско првенство           | Берлин, Немачка                           | 12.                        | 50 км                      | 3:49:03                    |                            |
| 2010                       | Европско првенство          | Барселона, Шпанија                        | 1.                         | 50 км                      | 3:40:37                    |                            |
| 2010                       | Светски куп у брзом ходању  | Чивава, Мексико                           | –                          | 20 км                      | Дисквалификован            |                            |
| 2011                       | Светско првенство           | Даегу, Јужна Кореја                       | –                          | 50 км                      | Дисквалификован            |                            |
| 2012                       | Олимпијске игре             | Лондон, Уједињено Краљевство              | –                          | 50 км                      | Дисквалификован            |                            |
| 2013                       | Светско првенство           | Москва, Русија                            | 10.                        | 50 км                      | 3:45:18                    |                            |
| 2013                       | Европски куп у брзом ходању | Дудинце, Словачка                         | 1.                         | 50 км                      | 3:41:07                    |                            |
| 2014                       | Европско првенство          | Цирих, Швајцарска                         | 1.                         | 50 км                      | 3:32:33 СР                 |                            |
| 2015                       | Првенство Француске         | Арл, Француска                            | 1.                         | 20 км                      | 1:17:02                    |                            |
| 2015                       | Европски куп у брзом ходању | Мурсија, Шпанија                          | 3.                         | 20 км                      | 1:20:37                    |                            |
| 2015                       | Европски куп у брзом ходању | Мурсија, Шпанија                          | 5.                         | Екипни пласман - 20 км     | 58 поена                   |                            |
| 2017                       | Светско првенство           | Лондон, Уједињено Краљевство              | 1.                         | 50 км                      | 3:33:12                    |                            |